# Château de la Motte (Épervans)
Pour les articles homonymes, voir Château de la Motte.
Le château de la Motte est situé sur la commune d'Épervans en Saône-et-Loire, à la lisière d'une forêt.
Il fait l’objet d’une inscription au titre des monuments historiques depuis le 19 mai 1995.

## Description
À la fin XIXe siècle, la construction consistait en deux bâtiments parallèles, entourant une cour dans laquelle on pénétrait par une tour-porche carrée massive, précédée d'un pont dormant, ayant sans doute remplacé un pont-levis dont on voit encore les traces de fentes verticales sur la tour. Dans le fond de la cour, une petite tour carrée servait de chapelle. Non habité ni entretenu, livré au pillage, le château ne tarda pas à se détériorer. En particulier la tour-porche montrait de graves lézardes compromettant sa solidité. Le propriétaire conserva ce qui restait encore debout, c'est-à-dire la tour-chapelle, une remise à colombage apparent et la grosse tour-porche étayée par de solides contreforts. Cette dernière est de même type que celle de Champforgeuil.
Le château est une propriété privée et ne se visite pas.

## Historique
- XIe siècle : l'existence d'une motte féodale est attestée; le fief, qui dépend de Saint-Marcel pour la justice, appartient à Hugo des Barres ;
- fin XVIIIe siècle : François Mercier, seigneur de Mercey et de la Motte, conseiller au Parlement de Bourgogne est cité; veuf, il épouse en secondes noces une demoiselle Sousselier ;
- XIXe siècle et XXe siècle : les Laberly, propriétaires du domaine, descendent des précédents
- 1970 : cette famille s'éteint avec Mme Fougeron née Laberly ; le château est acheté par Robert Gehin
- Années 1980 : Le domaine est racheté et converti en club hippique ;
- Années 1990 : Le domaine est racheté par Monsieur Jean-Marc Royer, actuel propriétaire, qui fait classer les bâtiments restant en tant que monuments historiques et fait procéder à la restauration de la "Tour-porche".